# Узінген
Узінген (нім. Usingen) — місто в Німеччині, розташоване в землі Гессен. Підпорядковується адміністративному округу Дармштадт. Входить у склад району Верхній Таунус.
Площа — 55,83 км². Населення становить 14 722 ос. (станом на 31 грудня 2020).